# Армиллифериоз
Армиллифериоз (лат. Armilliferiosis) — паразитарная болезнь, вызываемая лингватулидами рода Armillifer.
Острый армиллифериоз может закончиться смертью. Обычно у больных проявляются боли в животе, иногда наблюдается кишечная непроходимость или сдавливание желчевыводящих путей и бронхов. 
Заражение происходит при контакте с инвазированными змеями, при употреблении мяса змей в пищу, через питьевую воду. Риску подвержены люди, связанные с местами содержания змей в зоопарках, зообаз, зоотеррариумах и мест отлова и содержания рептилий и амфибий.  
У человека армиллиферы паразитируют в стадии нимф. Число нимф у человека может быть от 1 до 50 шт. (описанный максимум — 308 нимф).
Основной возбудитель — Armillifer armillatus (Wyman, 1848), вызывающий пороцефалёз человека в Африке и на Аравийском полуострове.
Армиллифериоз человека также могут вызывать  Armillifer moniliformis (Diesing, 1835) в Юго-Восточной Азии, Armillifer grandis (Hett, 1915) в Африке, Armillifer agkistrodontis (Self & Kuntz, 1966) в Китае. 
Инфекция человека A. grandis встречается в Конго и др. странах. Описаны смертельные случаи: например гибель 5-летней девочки вследствие паразитирования возбудителей в лёгких и мозге.
Инфекция человека A. moniliformis встречается в Китае, Суматре, Индонезии, Филиппинах, Малайзии и др. странах и может протекать бессимптомно или субклинически при низкой инвазии, либо тяжело. При тяжёлой форме, вызванной нимфами паразита, наблюдается лихорадка, боль в животе. Личинки могут обнаруживаться при микроскопии брюшной стенки и печени.
Инфекция человека A. agkistrodontis характеризуется высокой температурой, болью в животе, диареей, умеренной анемией, гепатоспленомегалией, эозинофилией в костном мозге и в крови, множественными полипами в толстой кишке. Биопсия печени выявляет дегенерацию и некроз гепатоцитов и инфильтрацию эозинофилами.